# 巴莱里亚诺·贝克尔
巴莱里亚诺·多明格斯·贝克尔（西班牙語：Valeriano Domínguez Bécquer，1833年12月15日—1870年9月23日）是19世纪西班牙风俗主义画家。

## 生平
出生于塞维利亚。家族原姓多明格斯·巴斯蒂塔，在画家父亲何塞·多明格斯·贝克尔的影响下采用了佛拉芒裔的“贝克尔”作为姓氏。弟弟古斯塔沃·阿道夫·贝克尔后来成为了西班牙知名的浪漫主义诗人。
早年在父亲和叔叔华金·多明格斯·贝克尔的影响下学习画画，成年后跟随弟弟离开故乡去马德里，后来为一些出版物定期做插画。
36岁时在马德里去世。3个月后弟弟古斯塔沃·阿道夫·贝克尔也早逝。1913年，他们兄弟俩的遗体转葬到塞维利亚。他给弟弟作的肖像画被印在西班牙1965年至1970年发行的面额100比塞塔纸币上。如今，玛丽亚路易莎公园里有一尊他的半身雕像。
他的一些作品一直被私人收藏，1991年才公之于众。

## 图集

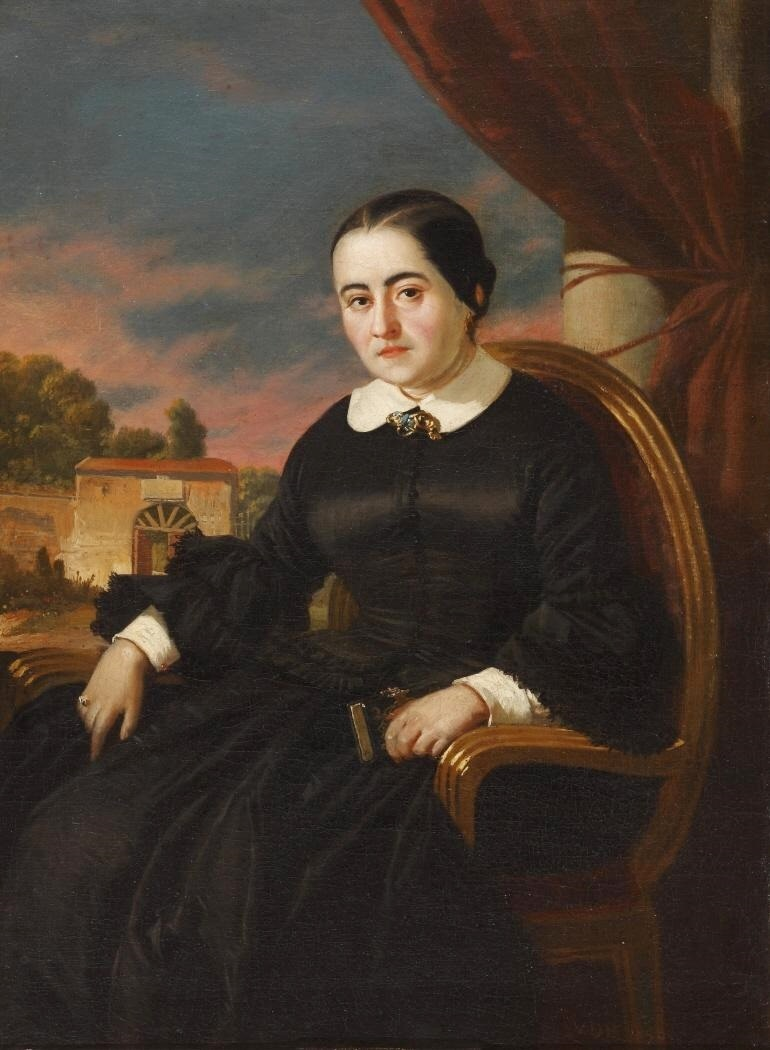
女士肖像，约1858年
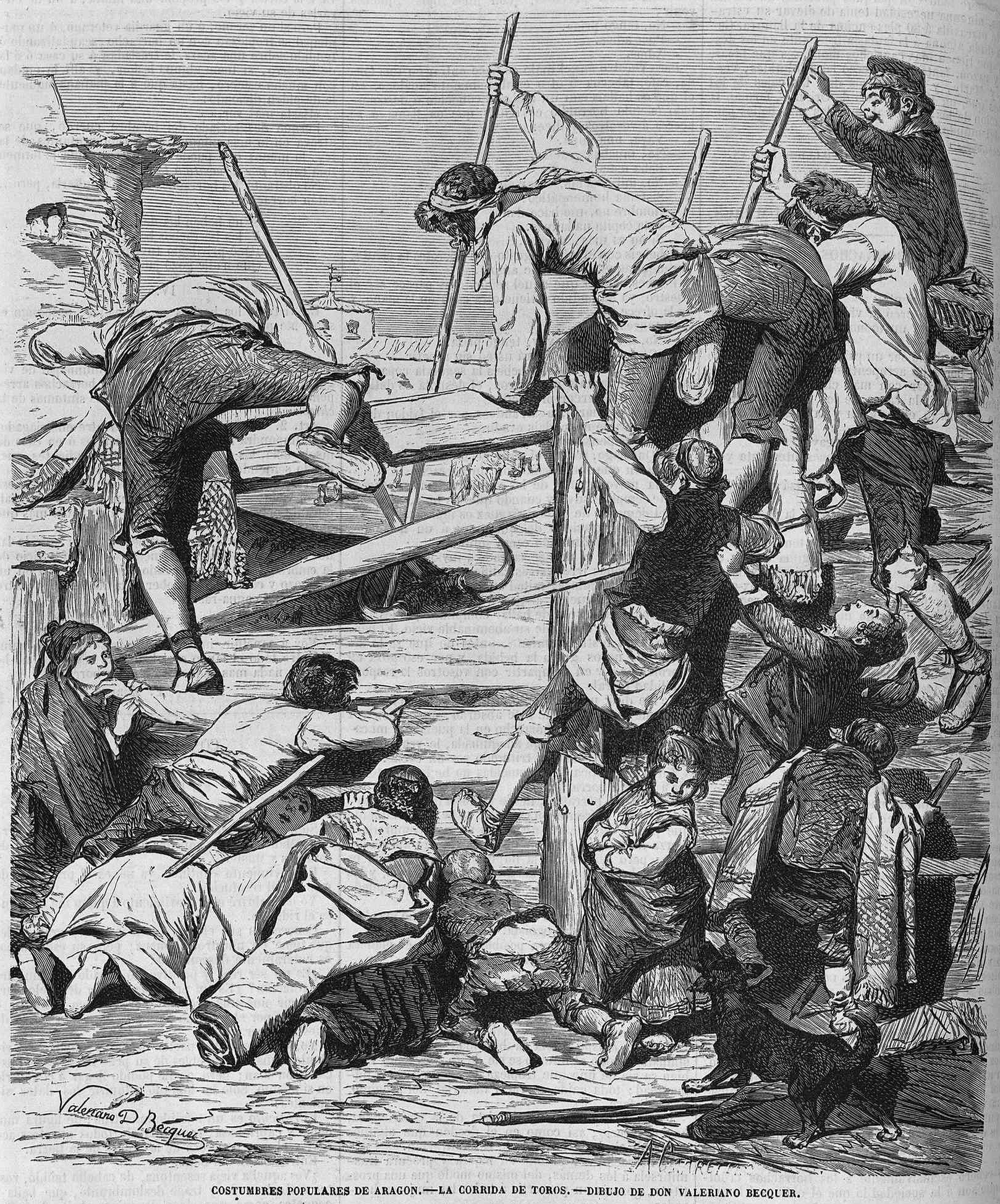
阿拉贡风俗，1868年
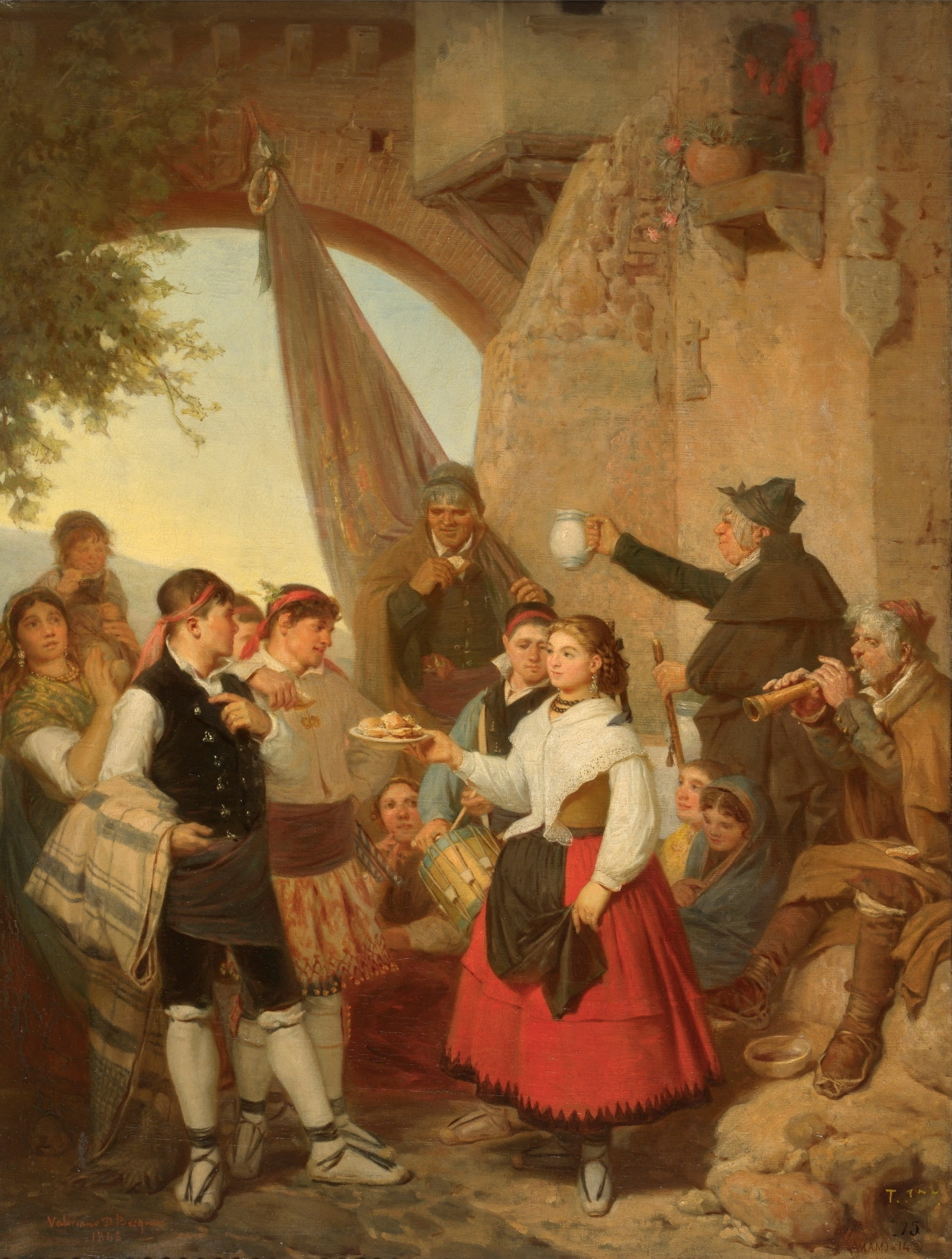
蒙卡約风俗，1866年
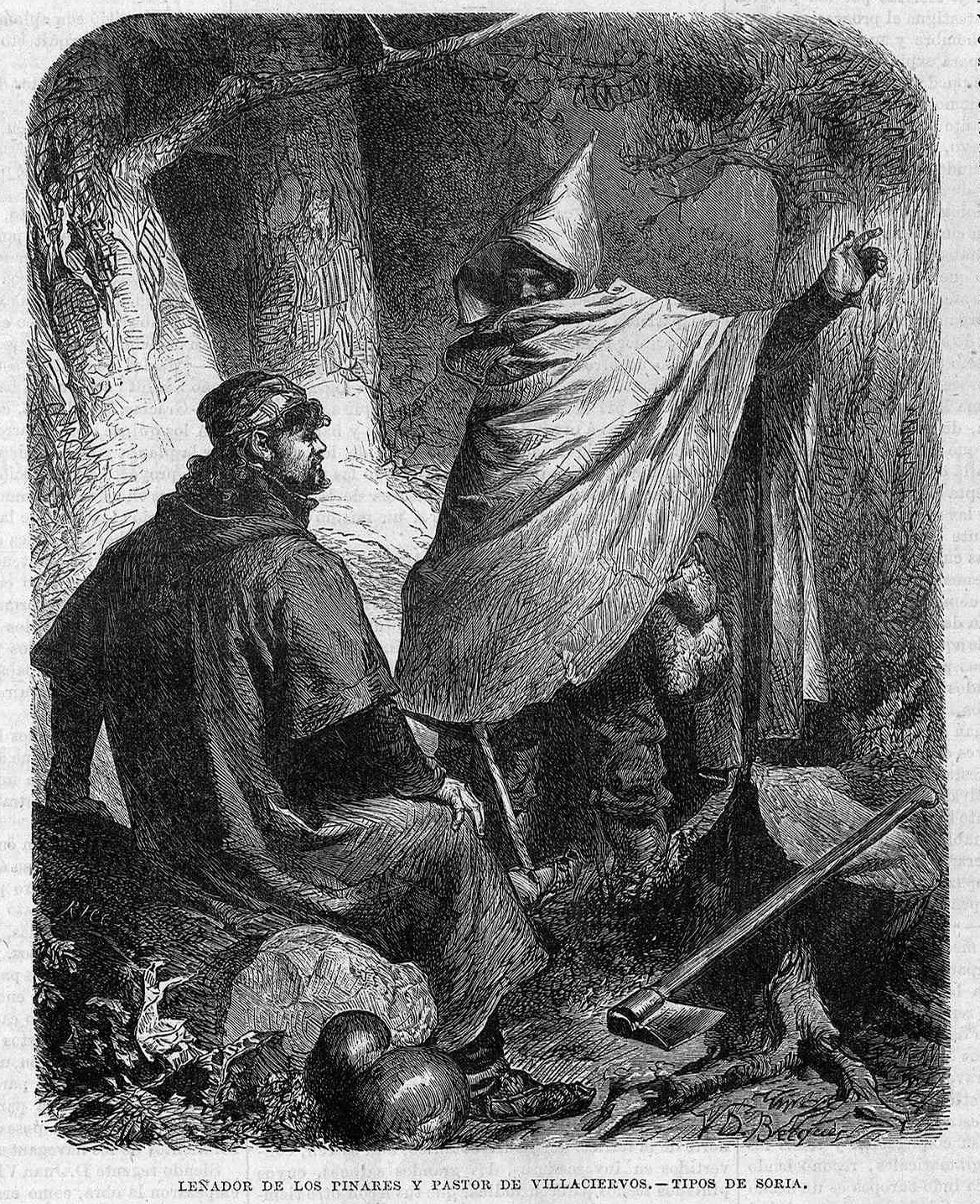
皮纳雷斯的樵夫和比利亚希耶尔沃斯的牧师，1870年
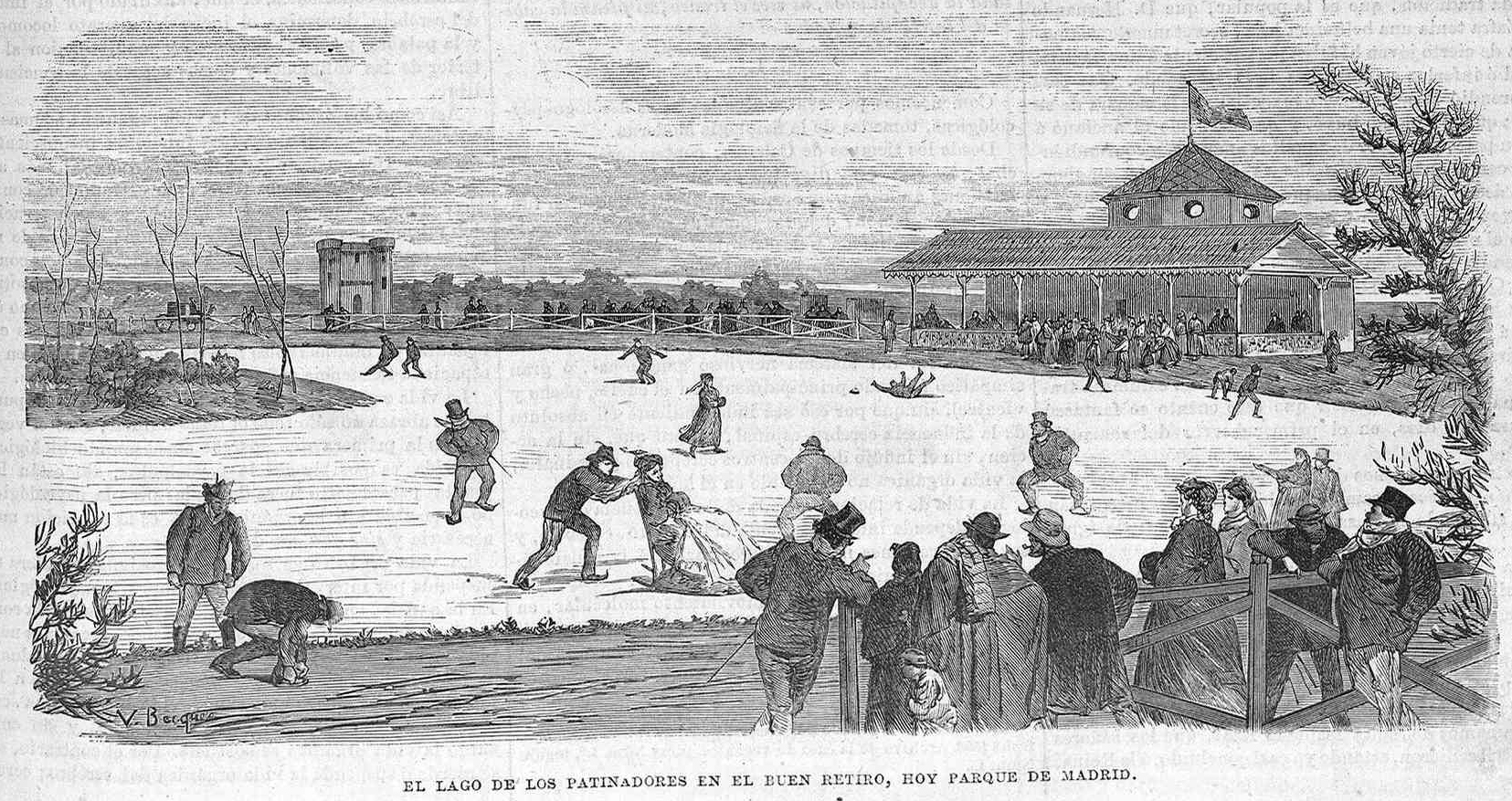
丽池公园湖面上溜冰的人们，1870年
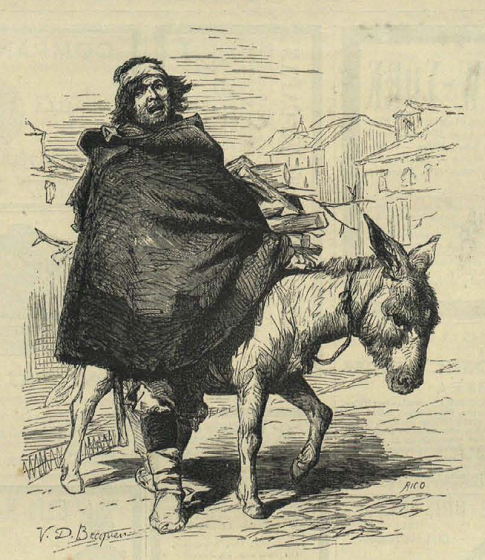
布尔戈-德奥斯马城近郊的农民，1882年
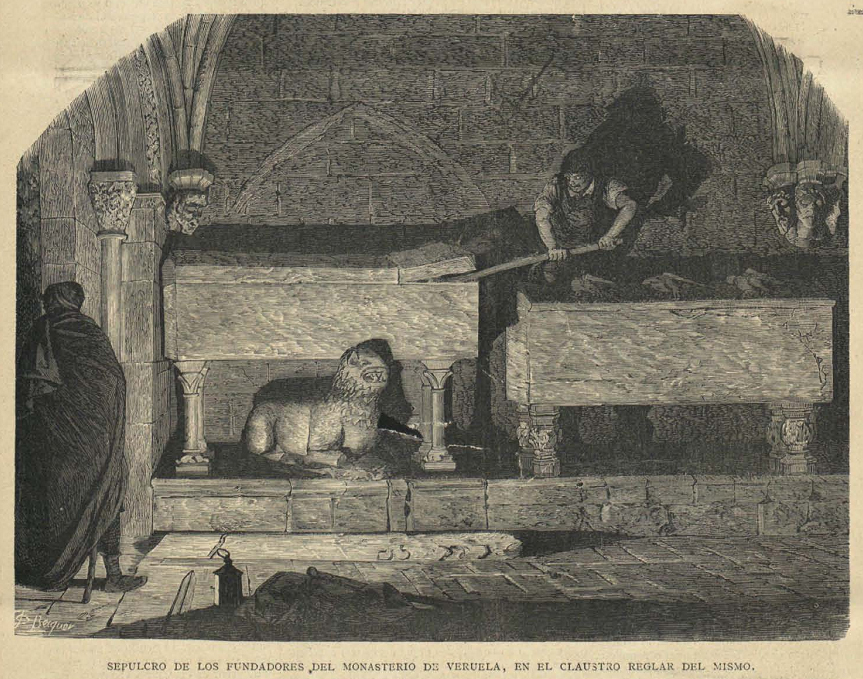
贝鲁埃拉圣母玛利亚修道院，1883年
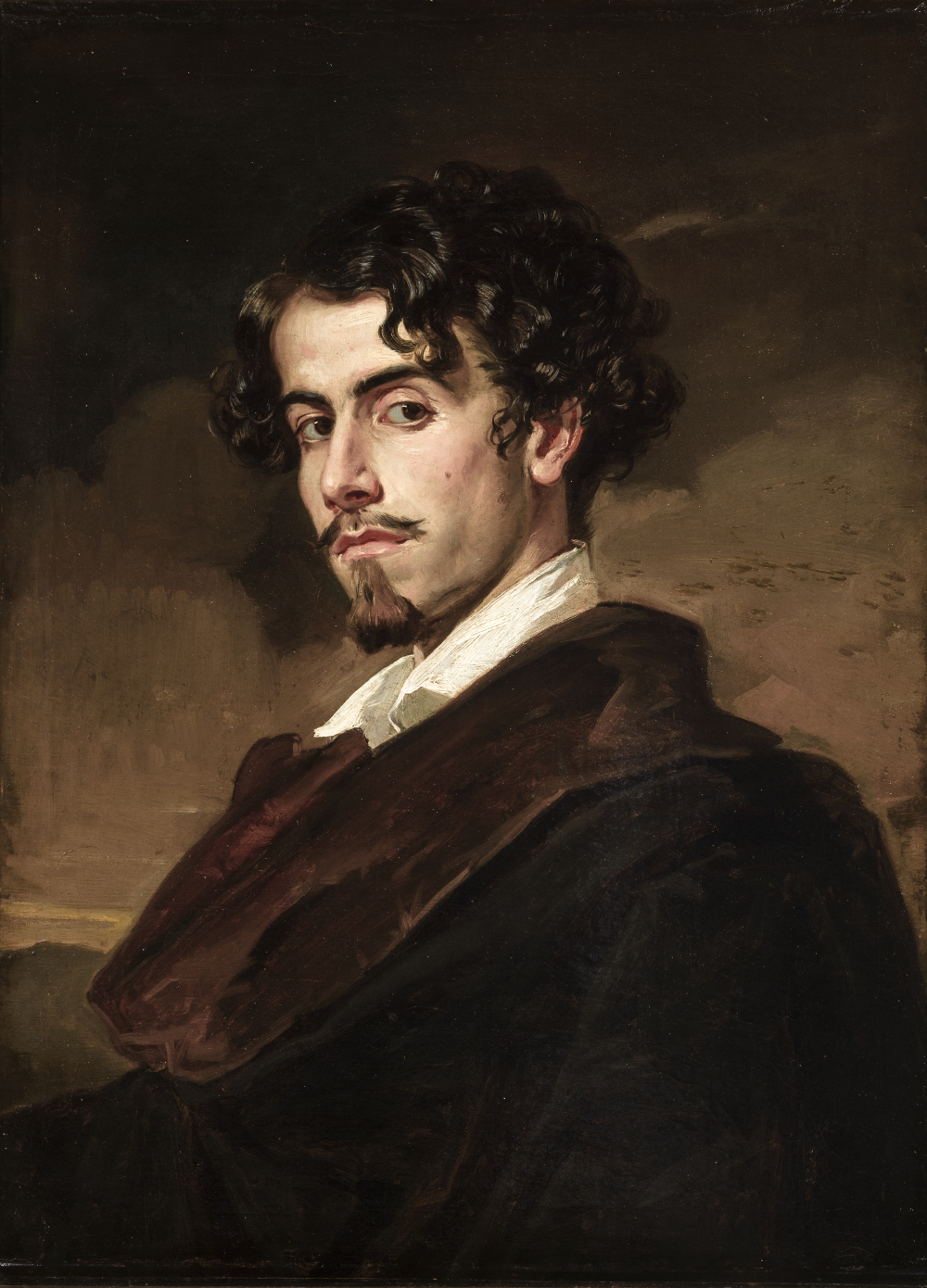
古斯塔沃·阿道夫·贝克尔肖像，1862年

## 扩展阅读
- Rafael Santos Torroella, Valeriano Bécquer, Volume 2 of Arte y los artistas españoles desde 1800, Ediciones Cobalto, 1948
- José Guerrero Lovillo, Valeriano Bécquer: romántico y andariego (1833–1870). Volume 3 of Arte hispalense, Diputación Provincial de Sevilla, 1974